# Mike Hall (cyclisme)
Pour les articles homonymes, voir Mike Hall et Hall.
Michael Richard Hall, né le 4 juin 1981 à Harrogate (Royaume-Uni) et mort le 31 mars 2017 près de Canberra (Australie), est un cycliste et organisateur de courses britannique spécialisé dans les courses cyclistes longues distances. 
Passionné de vélo dès son adolescence, il remporte plusieurs compétitions entre 2012 et 2016, notamment la première World Cycle Race, la course de vélo tout terrain Tour Divide et la première Trans Am Bike Race.
En 2013, il crée la Transcontinental Race, un événement similaire à la Trans Am Bicycle Race, mais qui traverse l'Europe, et en sera le principal organisateur jusqu'à sa mort en 2017. Michael Hall a également fait l'objet d'un documentaire Inspired to Ride, réalisé par Mike Dion.
Hall est tué dans un accident de la route, au sud de Canberra lors de la première Indian Pacific Wheel Race à travers l'Australie, le 31 mars 2017, après avoir couvert un peu plus de 5 000 km sur les 5 500 km de la course.

## Résultats de courses
Hall commence à faire du vélo tout terrain à l'adolescence, mais c’est en 2009 (à 28 ans) qu'il participe à des courses de vélo de montagne de 24 h. Sa première course longue distance en autonomie est le Tour Divide en 2011. Alors qu'il roule dans le top 10, il se blesse au genou, mais termine quand même la course. Il remporte ensuite un événement majeur de cette catégorie dans les 5 années suivantes :
| Année | Compétition           | Position | Temps                         |
| ----- | --------------------- | -------- | ----------------------------- |
| 2011, | Tour Divide           | 11e      | 19 jours 8 heures 47 minutes  |
| 2012  | World Cycle Race      | 1er      | 91 jours 18 heures            |
| 2013  | Tour Divide           | 1er      | 14 jours 11 heures 55 minutes |
| 2014, | Trans Am Bicycle Race | 1er      | 17 jours 16 heures 17 minutes |
| 2016  | Tour Divide           | 1er      | 13 jours 22 heures 51 minutes |

Les 91 jours et 18 heures de la World Cycle Race 2012, qui n'incluaient pas les temps de transfert et de vol, étaient plus rapides que le record du tour du monde à vélo actuel mais sa tentative n'a jamais été ratifiée par le Guinness des records. Il termine le Tour Divide 2013 dans un temps plus court que le record actuel, mais n'est pas qualifié pour le record en raison de la modification de l'itinéraire cette année-là pour éviter les incendies de forêt. Dans le Tour Divide 2016, il bat le record sur le parcours officiel complet. Après trois éditions de la Trans Am Bike Race, le temps réalisé par Hall dans l'édition inaugurale est amélioré par Evan Deutsch en 2017.
Hall est tué lors d'une collision avec un automobiliste alors qu'il occupait la deuxième place de l'Indian Pacific Wheel Race 2017, après avoir parcouru plus de 5 000 km sur près de 5 500 km de course.

## Organisation de courses cyclistes

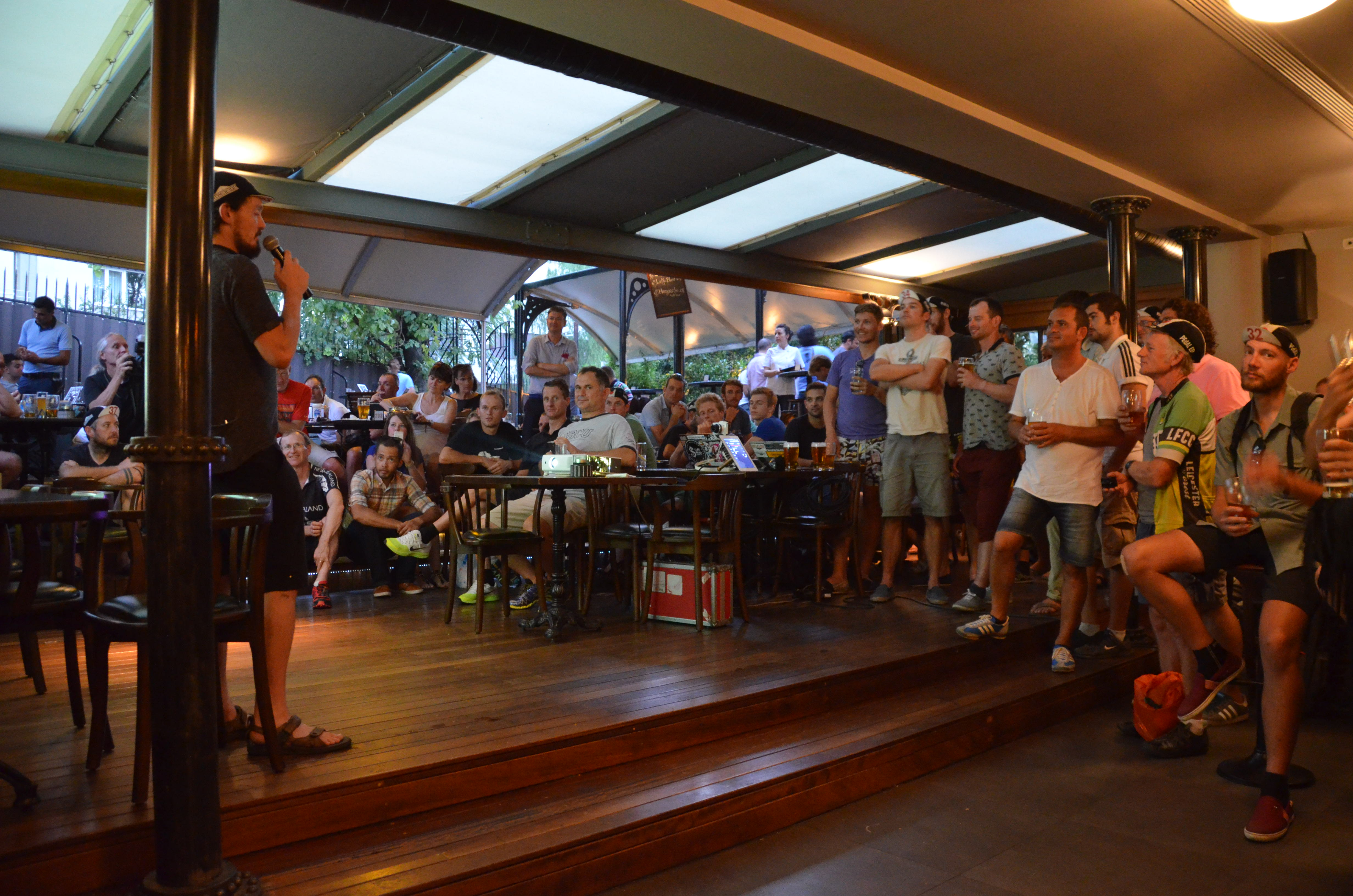
Soirée d'arrivée pour le TCR 2014, avec Mike Hall au micro

En 2013, Hall crée la Transcontinental Race (TCR) et en est le principal organisateur jusqu'à sa mort accidentelle en 2017. La TCR est une course cycliste annuelle, en autonomie, longue distance à travers l'Europe. Elle n'impose pas d'itinéraire fixe et les coureurs doivent seulement se présenter à plusieurs points de contrôle situés à des endroits emblématiques, qui varient chaque année. Selon les éditions, la distance a varié entre 3 200 et 4 200 km, traversant le continent sur différentes routes approximativement entre la Manche et la Méditerranée / Mer Noire. La course gagne rapidement en célébrité, passant de 30 coureurs au départ de la première édition en 2013 à plus de 1 000 candidatures pour les 350 places disponibles pour la quatrième édition en 2016.
Pour Mike Hall interrogé sur sa motivation pour la création de la TCR, il y avait « une demande croissante pour une course ultracycliste basée en Europe sur une échelle similaire à la Race Across America mais sans assistance ».
Hall a également organisé des courses de type Alleycat au Pays de Galles où il résidait et qui réunissaient principalement des cyclistes de la communauté de la Transcontinental Race. Les coureurs s'affrontaient sur des distances de 200 et 400 km en bikepacking. La première course a eu lieu à l'automne 2015 et a permis de collecter des fonds pour l'association caritative Newborns Vietnam.

## Autres réalisations
Un long métrage documentaire, intitulé Inspired to Ride, est réalisé sur la Trans Am Bike Race 2014, remportée par Hall. En plus de plusieurs interviews réalisées pendant la course, le documentaire comprend une séquence où Hall est interviewé et filmé à cheval au sud du Pays de Galles, où il résidait.
Hall a aidé à collecter des fonds pour l’association Newborns Vietnam, une organisation caritative basée au Royaume-Uni qui vise à « améliorer l'accès et la qualité des soins aux nouveau-nés dans les zones rurales les plus pauvres » du Vietnam. Hall a demandé de faire un don à l'organisme de bienfaisance en l'honneur de sa participation à la course cycliste mondiale 2012.  En 2013 et 2015, il a dirigé un groupe de cyclistes (avec Juliana Buhring en 2015) dans le Vietnam Challenge Ride organisé par Cycle A Difference qui a également collecté des fonds pour les nouveau-nés du Vietnam,,,.

## Mort et postérité
Hall est tué dans une collision avec un automobiliste lors de l'Indian Pacific Wheel Race de Fremantle à Sydney, le 31 mars 2017. Au moment de l'accident, il est deuxième de la course et a déjà couvert 5 024 km. L'accident a lieu juste avant l'aube sur l'autoroute Monaro, à l'intersection de la Williamsdale Road, à la périphérie de Canberra à environ 6 h 20,,. Une page de collecte de fonds, créée le 3 avril, recueille plus de 70 000 £ qui sont versés à sa famille pour aider au rapatriement de son corps. Sa mort a été jugée évitable par le coroner, et des améliorations de la sécurité routière dans la région ont été proposées. Une cérémonie a lieu à Harrogate le 2 mai 2017.
Depuis juin 2018, une série d'évènements Audax UK ont lieu dans le centre du Pays de Galles sous l’appellation "This is not a tour" à la mémoire de Mike Hall,.